# Johnny Gioeli
Johnny Gioeli, född 5 oktober 1967, är en amerikansk sångare i bandet Axel Rudi Pell som är uppkallat efter gitarristen i bandet. Han är även sångare i bandet Crush 40 samt i det amerikanska rockbandet Hardline.

## Diskografi

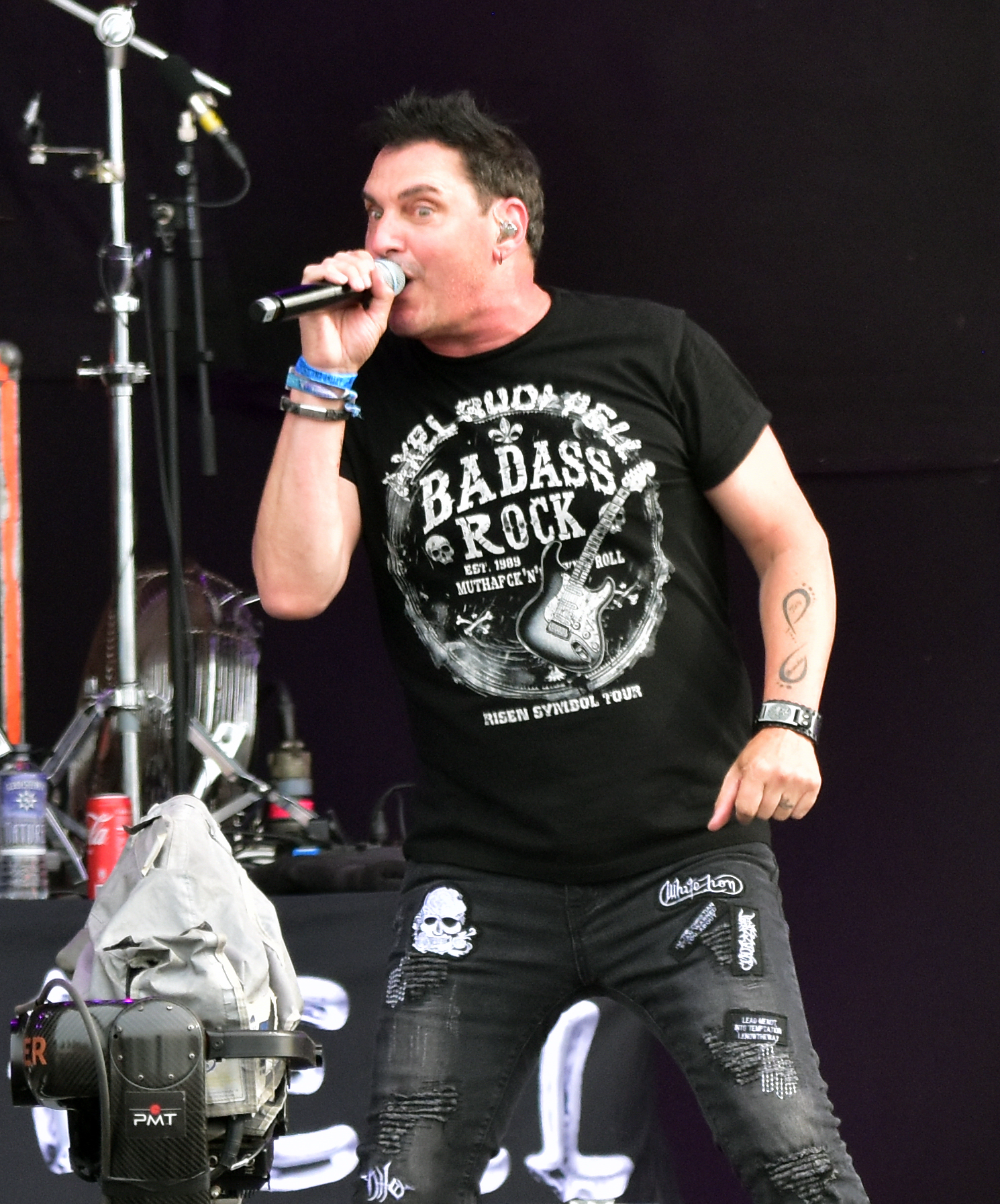

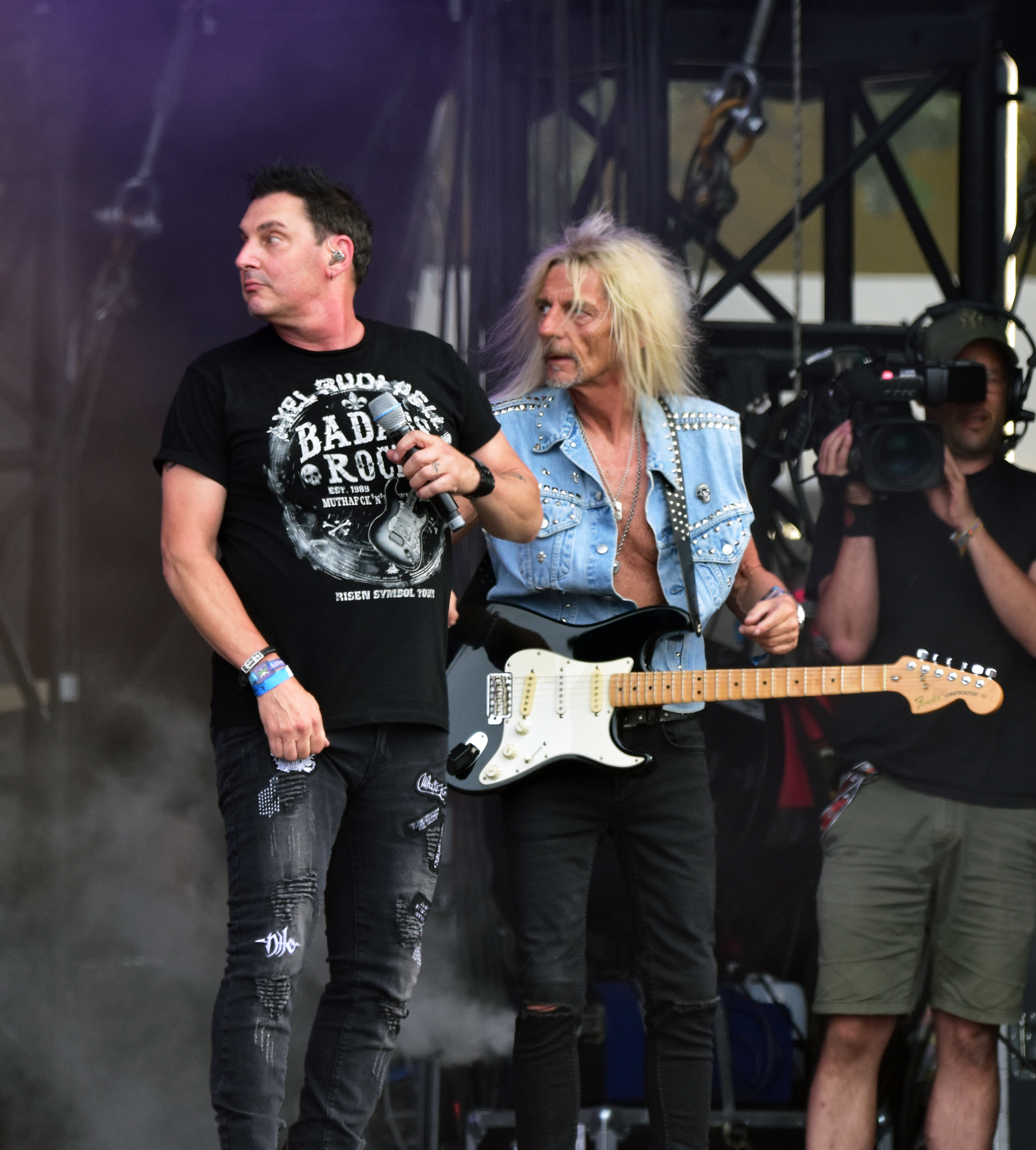

### Hardline
- Take Me Down (Enkel) (1992)
- Hot Cherie (Enkel) (1992)
- Double Eclipse (1992)
- II (2002)
- Live at the Gods Festival 2002 (Live CD/DVD) (2003)
- Leaving the End Open (2009)
- Danger Zone (2012)
- Where Will We Go From Here (Enkel) (2016)
- In The Dead Of The Night (Enkel) (2016)
- Take You Home (Enkel) (2016)
- Human Nature (2016)
- Who Wants to Live Forever (Enkel) (2019)
- Take a Chance (Enkel) (2019)
- Page of Your Life (Enkel) (2019)
- Life (2019)
- Life Live (2020)
- Fuel to the Fire (Enkel) (2021)
- Heart, Mind and Soul (2021)

### Axel Rudi Pell
- Oceans Of Time (1998)
- The Ballads II (1999)
- The Masquerade Ball (2000)
- The Wizard's Chosen Few (samlingsalbum) (2000)
- Shadow Zone (2002)
- Knights Live (Live) (2002)
- Knight Treasures (Live and More) (DVD) (2002)
- Kings And Queens (2004)
- The Ballads III (2004)
- Mystica (2006)
- Diamonds Unlocked (2007)
- Live Over Europe 2008 (DVD) (2008)
- Tales of the Crown (2008)
- The Best of Axel Rudi Pell: Anniversary Edition (2009)
- One Night Live (DVD) (2010)
- The Crest (2010)
- Hallelujah (Enkel) (2011)
- The Ballads IV (2011)
- Run with the Wind (Enkel) (2012)
- Circle of the Oath (2012)
- Before I Die (2012)
- Live On Fire (Circle of the Oath Tour 2012) (Live CD/DVD) (2013)
- 5 Original Albums in 1 Box (Box set) (2014)
- Into the Storm (2014)
- Hey Hey My My (Enkel) (2014)
- Magic Moments (25th Anniversary Special Show) (Live CD/DVD) (2015)
- The King of Fools (Enkel) (2015)
- Game of Sins (2016)
- Love's Holding On (Enkel) (2017)
- The Ballads V (2017)
- Knights Call (2018)
- The Wild and the Young (Enkel) (2018)
- Only The Strong Will Survive (Live) (Enkel) (2019)
- XXX Anniversary Live (2019)
- Gunfire (Enkel) (2020)
- Wings of the Storm (Enkel) (2020)
- Sign of the Times (2020)
- Bad Reputation (Enkel) (2020)
- There's Only One Way to Rock (Enkel) (2021)
- She's a Lady (Enkel) (2021)
- Diamonds Unlocked II (2021)
- Survive (Enkel) (2022)
- Down on the Streets (Enkel) (2022)
- Gone with the Wind (Enkel) (2022)
- Lost XXIII (2022)
- Morning Star (Enkel) (2023)
- Diamonds and Rust (Enkel) (2023)
- The Ballads VI (2023)
- Guardian Angel (Enkel) (2024)
- Darkest Hour (Enkel) (2024)
- Risen Symbol (2024)

### Crush 40
- Sonic Team «PowerPlay» — Best Songs from Sonic Team (1998)
- Sonic Adventure: Songs With Attitude Vocal Mini-Album (1998)
- Sonic Adventure REMIX (1998)
- Sonic Adventure Original Soundtrack (1999)
- Thrill of the Feel (som Sons of Angels) - (2000)
- Sonic Adventure 2 Multi-Dimensional Original Soundtrack (2001)
- Sonic Adventure 2 Vocal Collections: Cuts Unleashed (2001)
- Sonic Adventure 2 Official Soundtrack (2002)
- Rock on Bones (2003)
- Crush 40 (Europeisk release av Thrill of the Feel) - (2003)
- Sonic Heroes Original Soundtrax (2003)
- Triple Threat: Sonic Heroes Vocal Trax (2003)
- Shadow the Hedgehog Original Soundtrack (2005)
- Lost and Found: Shadow the Hedgehog Vocal Trax (2005)
- Sonic the Hedgehog Original Sound Track (2007)
- Sonic the Hedgehog Vocal Traxx: Several Wills (2007)
- Super Smash Bros. Brawl (2008)
- True Blue: The Best of Sonic the Hedgehog (2008)
- Face to Faith: Sonic and the Black Knight Vocal Trax (2009)
- True Colors: The Best of Sonic the Hedgehog Part 2 (2009)
- The Best of Crush 40 – Super Sonic Songs (2009)
- Tales of Knighthood: Sonic and the Black Knight Original Soundtrax (2009)
- Face to Faith: Sonic and the Black Knight Vocal Trax (2009)
- Mario & Sonic at the Olympic Winter Games (2009)
- Sonic Free Riders Original Soundtrack: Break Free (2010)
- Sonic Adventure Original Soundtrack - 20th Anniversary Edition (2011)
- Sonic Adventure 2 Original Soundtrack - 20th Anniversary Edition (2011)
- Sonic Heroes Original Soundtrack - 20th Anniversary Edition (2011)
- Sonic the Hedgehog CD Original Soundtrack - 20th Anniversary Edition (2011)
- History of Sonic Music 20th Anniversary Edition (2011)
- Sonic Generations Original Soundtrack: Blue Blur (2011)
- Mario & Sonic at the London 2012 Olympic Games (2011)
- Rise Again (EP) (2012)
- Live! (Livealbum) (2012)
- Mario & Sonic at the Sochi 2014 Olympic Winter Games (2013)
- Super Smash Bros. for Nintendo 3DS and Wii U (2014)
- 2 Nights 2 Remember (2015)
- Mario & Sonic at the Rio 2016 Olympic Games (2016)
- Super Smash Bros. Ultimate (2018)
- Team Sonic Racing Original Soundtrack - Maximum Overdrive (2019)
- Driving Through Forever: The Ultimate Crush 40 Collection (2019)
- Mario & Sonic at the Olympic Games Tokyo 2020 (2019)
- Sonic 30th Anniversary Symphony (Live) (2021)
- Rock 'n' Sonic the Hedgehog: Sessions (2022)
- Sonic x Shadow Generations Original Soundtrack - Perfect | Reflections (2024)
- Sonic the Hedgehog 3: Music from the Motion Picture (2024)

### Brunette
- Demos 1989–1990 (2014)
- Rough Demos (2014)

### Gioeli-Castranovo
- Set The World on Fire (2018)

### Solo
- One Voice (2018)
- Colorblind (EP) (2018)
- Colorblind (Enstaka) (2019)
- Heaven in Flames (Enstaka) (2024)

### Enemy Eyes
- Here We Are (Enstaka) (2022)
- Peace And The Glory (Enstaka) (2022)
- History's Hand (Enstaka) (2022)
- What You Say (Enstaka) (2022)
- History's Hand (2022)

### Gästföreställningar och annat arbete
- Doug Aldrich: High Centered (1994)
- Genius: A Rock Opera - Episode 2: In Search of the Little Prince (som Oddyfier) (2004)
- Accomplice: She's On Fire (2006)
- Voices of Rock: MMVII (2007)
- Ferdy Doernberg: Traveling Light (2009)
- Wolfpakk: Cry Wolf (2013)
- Herman Rarebell: Dynamite (feat. Johnny Gioeli) (2014)
- Robert Rodrigo Band: Living for Louder (2018)
- Restless Spirits (2019)
- FB1964: Dreams & Nightmares (2020)
- Sevi: Tomorrow (2020)
- Jaded med Svetlana Bliznakova Sevi (2021)
- Legado de una Tragedia: Britannia (som Emperor Claudis) (2021)
- FB1964: German Steel (2021)
- Circus of Rock: Come One, Come All (2021)
- Jeff Scott Soto: The Duets Collection, Vol 1 (2021)
- The Chalkeaters: Crushing Thirties (2022)
- Fastest Thing Alive med Chewie (2022)
- Restless Spirits: Second to None (2022)
- Emi Jones: Bring You Back (2022)
- Jitsu Squad (2022)
- Revolution Saints: Eagle Flight (2023)
- PACCBETOB: She Has Rainbow Eyes (2023)
- Zakkujo: Keep it Real (2023)
- Darker Side of Me med Victor McKnight, BillyTheBard11th & Joshua Taipale (2023)
- Sevi: Genesis (2023)
- Tournament Arc (2024)
- What About My Reward med Bob Birthisel (2024)
- GI Joe: Wrath of Corba med Tee Lopes (2024)
- The Machine med Alessandro Del Vecchio (2024)
- Feel the Fire med Eresse (2024)
- Kill a Man med Sevi (2024)
- Unspoken Words med Глутницата / Glutnitsata (2024)
- Ride Like Lightning (Crash Like Thunder) [feat. Tony Hernando] med HIGH KINGS RISING(2024)
- This Must Be Heaven ( med Dream Vision) (2024)
- Out Of This World ( med Arcade Dreams) (2024)
- Come Back Home  ( med Dream Vision) (2025)
- Lonely Warrior ( med Dream Vision) (2025)
- Rain Must Fall [feat. Tony Hernando] med HIGH KINGS RISING (2025)
- It's Going Down Now ( med GameCage) (2025)
- Sonic - You Can Do Anything ( med Fabian) (2025)
- Breath In, Breath Out ( med David Johnson Kim) (2025)
- Rings of Saturn ( with Kamikaze B****) (2025)

## Spelframträdanden

### Huvudsakliga utseenden
Spel som Johnny Gioeli specifikt bidragit till som låtskrivare och/eller artist.
- Sonic Adventure (1998) - sångare (Open Your Heart)
- NASCAR Arcade (2000) - sångare (alla låtar), textförfattare (Watch Me Fly, Fuel Me)
- Sonic Adventure 2 (2001) - sångare, textförfattare (Live & Learn)
- Sonic Heroes (2003) - sångare, textförfattare (Sonic Heroes, What I'm Made Of...)
- Pro Yakyuu Team o Tsukurou! 3 (2005) - textförfattare (Batter Up!, Mr. Baseball), bakgrundssångare (Batter Up!)
- Shadow the Hedgehog (2005) - sångare, textförfattare (I Am... All of Me, Never Turn Back)
- Sonic the Hedgehog (2006) - textförfattare (His World), sångare (All Hail Shadow)
- Sonic and the Black Knight (2009) - textförfattare, sångare (alla låtar)
- Sonic Free Riders (2010) - textförfattare (Free)
- Team Sonic Racing (2019) - sångare, textförfattare (Green Light Ride)
- Jitsu Squad (2022) - sångare
- G.I. Joe: Wrath of Cobra (2024) - sångare

### Andra utseenden
Spel som hade Gioelis musik återanvänd från andra titlar.
- Phantasy Star Online (2000)
- Super Smash Bros. Brawl (2008)
- Mario & Sonic at the Olympic Winter Games (2009)
- Yakuza 4 (2010)
- Sonic Generations (2011)
- Mario & Sonic at the London 2012 Olympic Games (2011)
- Phantasy Star Online 2 (2012)
- Yakuza 5 (2012)
- Mario & Sonic at the Sochi 2014 Olympic Winter Games (2013)
- Maimai (2014)
- Super Smash Bros. for Nintendo 3DS och Wii U (2014)
- Sonic Runners (2015)
- Mario & Sonic at the Rio 2016 Olympic Games (2016)
- Super Smash Bros. Ultimate (2018)
- Mario & Sonic at the Tokyo 2020 Olympic Games (2019)
- Fist of the North Star LEGENDS REVIVE (2019)
- Monster Hunter Rise (2021)
- Sonic Frontiers (2022)
- Shadow Generations (2024)